# Ахкичу
Ахкичу (чечен. Ахки-Чу) — река в России, протекает в Веденском районе Чеченской Республики. Длина реки составляет 14 км. Площадь водосборного бассейна — 29,1 км².
Устье реки находится в 39 км по левому берегу реки Хулхулау у села Зелимхан-Котар.

## Данные водного реестра
По данным государственного водного реестра России относится к Западно-Каспийскому бассейновому округу, водохозяйственный участок реки — Сунжа от впадения реки Аргун и до устья. Речной бассейн реки — Реки бассейна Каспийского моря междуречья Терека и Волги.
Код объекта в государственном водном реестре — 07020001312108200006357.